# Copidosomopsis
Copidosomopsis is een geslacht van vliesvleugeligen uit de familie Encyrtidae. De wetenschappelijke naam van dit geslacht is voor het eerst geldig gepubliceerd in 1915 door Girault.

## Soorten
Het geslacht Copidosomopsis omvat de volgende soorten:
- Copidosomopsis arenicola (Trjapitzin, 1967)
- Copidosomopsis bohemica (Hoffer, 1960)
- Copidosomopsis coni Trjapitzin, Voinovich & Sharkov, 1987
- Copidosomopsis indica Kazmi & Hayat, 1998
- Copidosomopsis meridionalis Kazmi & Hayat, 1998
- Copidosomopsis nacoleiae (Eady, 1960)
- Copidosomopsis nepalensis Kazmi, 1997
- Copidosomopsis orientalis Yu & Zhang, 2010
- Copidosomopsis perminuta Girault, 1915
- Copidosomopsis plethorica (Caltagirone, 1966)
- Copidosomopsis tanytmemus Caltagirone, 1985
- Copidosomopsis trisegmentis Xu, 2000